# NGC 2795
NGC 2795 је елиптична галаксија у сазвежђу Рак која се налази на NGC листи објеката дубоког неба.
Деклинација објекта је + 17° 37' 42" а ректасцензија 9h 16m 3,7s. Привидна величина (магнитуда) објекта NGC 2795 износи 12,9 а фотографска магнитуда 13,9. NGC 2795 је још познат и под ознакама UGC 4887, MCG 3-24-20, CGCG 91-39, PGC 26143.